# Антоније Поповић
Aнтоније Тонка Поповић (1843—1896) био је један од најстаријих пионира лесковачке текстилне индустрије.

## Биографија
Антоније Поповић се родио у Лесковцу 1843. године, у имућној породици. Чим је одрастао, почео је да се бави трговином. У Бугарску је носио лесковачку кудељу и ужарију, а отуда доносио гајтан и шајак и ове артикле продавао по Јужном Поморављу и другим крајевима заједно са ужаријом, паприком и бојама. Код Тонке и Карче, једног старијег лесковачког трговца, служили су готово сви потоњи лесковачки индустријалци: Мита Теокаревић, Глигорије Јовановић, Глигорије Петровић, Прока Митић, Мика Станковић – Куца и други. Куповином и продајом гајтана од бугарских произвођача Тонка се највише бавио пред ослобођење Лесковца и првих година после ослобођења. Године 1882. године постао је један од родоначелника идеје да се због високих царина на увоз гајтана из Бугарске у Лесковцу створи фабрика гајтана. У овој намери он се удружио са Миланом Теокаревићем, Глигоријем Јовановићем, Проком Митићем и уз помоћ Бугарина Стевана Бојиџинова 1884. године отворио је прву фабрику гајтана у воденици у селу Стројковцу. У том периоду Поповић је био врло истакнута личност међу оснивачима прве лесковачке гајтанаре, а доцније имао и истакнуту улогу у оснивању прве српске фабрике вунених тканина у Лесковцу (1895/96), у чијој фирми је његово име на првом месту.
Свој живот Тонка Поповић завршио је трагично. Године 1896, фирма Антонија Поповића и комп. била је доведена у критичну ситуацију и њено банкротство се очекивало сваког часа, и то услед одлуке владе да са Бугарском склопи царински савез, којим би, на штету нове лесковачке фабрике, био олакшан увоз бугарског гајтана, сукна и шајка. Иако је до закључења трговинског уговора са Бугарском дошло тек наредне године, први члан фирме, Тонка, није могао да издржи тешку ситуацију коју су створили преговори с Бугарском и прихватање идеје царинског савеза, већ је себи одузео живот пре него што је фабрика била пуштена у рад.
Тонка је имао три сина, Михаила, Милана и Петра, од којих га је у фабрици заменио Милан. Године 1904. маса Антонија Поповића и Глигорије Јовановић иступају из прве лесковачке фабрике вунених тканина па од Мике Јовановића откупљују његову гајтанару са млином у Грделици и ту оснивају модерну фабрику вунених тканина, гајтана и плетива. Године 1906. ортак Глигорије умро је напрасно, те је на његово место дошао његов брат и наследник Лазар, а за ортаке су тада примљени и Мика Стојановић звани Куца и Глигорије Костић звани Загужанче.